# Conall Cernach
Conall Cernach (ortografía moderna: Conall Cearnach) es un héroe del Ulaid en el Ciclo del Úlster de la mitología irlandesa. Se dice que dormía siempre con la cabeza de un hombre de Connacht bajo la rodilla. Su epíteto se suele traducir como "victorioso" o "triunfante", a pesar de que es una palabra oscura, y algunos textos intentan explicarlo. Los significados alternativos incluyen "angular, con esquinas", "hinchado" o "poseyendo un plato o receptáculo".

## Biografía legendaria

### Descripción física
En La destrucción del albergue de Da Derga, Conall Cernach es descrito como sigue:
" Vi un hombre allí en un comedor ornamentado, que era el más bello de los guerreros de Irlanda. Un manto carmesí de flecos sobre él. Tan blanca como la nieve una de sus mejillas, tan roja como la dedalera la otra mejilla. Uno de sus dos ojos es tan azul como el jacinto, tan negro como el dorso de un escarabajo el otro ojo. Del tamaño de una cesta de cosechar su mata de claro, muy rubio cabello sobre él. Cae sobre el contorno de sus dos caderas.  Es tan lanoso como el cordero. Aunque un saco de abundantes (?) nueces rojas fueran vertidos sobre la parte superior de su cabeza, ninguno de ellos tocaría el suelo. Una espada con el mango dorado en su mano. Una escudo rojo sangre, salpicado con ribetes de metal blanco entre placas de oro. Una lanza larga, con tres filos, gruesa como un yugo (del equipamiento de un molinero?) sobre ella."

### Nacimiento
Su padre fue Amairgin mac Echit y su madre Findchoem. El matrimonio de sus padres era estéril, hasta que Findchoem visitó un druida que le aconsejó que bebiera de cierto pozo. Tomó un trago del pozo, tragándose un gusano, y quedó preñada. El hermano de Findchoem, Cet mac Mágach, un hombre de Connacht, protegió a su hermana hasta que dio a luz a un hijo, Conall. Acudieron Druidas para iniciar al niño a su religión, y profetizaron que mataría a más de la mitad de los hombres de Connacht, y que siempre llevaría la cabeza de un hombre de Connacht en su cinturón. Cet tomó el niño, lo puso bajo su tacón y trató de romperle el cuello, pero solo lo dañó, dejando a Conall con el cuello torcido.

### El cerdo de Mac Da Thó
Conall mantendría una feroz rivalidad con Cet el resto de su vida. Avergonzó a Cet en un festín en la casa de Mac Dá Thó, que poseía un albergue en Leinster, cuando los guerreros de Connacht y Úlster compitieron por la porción del campeón presumiendo de sus hazañas. Cet recordó a todos los asistentes como los había superado en combate, incluso emasculando a Celtchar con su lanza. Aun así, justo cuando Cet iba a trinchar el cerdo, Conall llegó, y sus acciones superaron incluso las de Cet. Cet aceptó la derrota, pero proclamó que si su hermano Anlúan estuviera presente, sus hazañas superarían incluso la de Conall, a lo que Conall respondió mostrando la cabeza recién cercenada de Anlúan.

### El festín de Bricriu
Compitió también por la porción del campeón en un festín celebrado por el problemático Bricriu, aunque con menos éxito. Bricriu visitó a Conall, Lóegaire Búadach y Cúchulainn, y prometió a cada uno de ellos la porción del campeón. Cuando comenzó la fiesta, cada uno de los tres aurigas de los guerreros reclamaron la porción del campeón para su amo. Comenzó entonces el combate entre Conall, Láegare y Cúchulainn, hasta que el rey Conchobar, Fergus y Sencha intervinieron para separarles. Entretanto, Bricriu acudió a cada una de las mujeres de los tres héroes - Lendabair esposa de Conall, Fedelm esposa de Lóegaire, y Emer, esposa de Cúchulainn - y les prometió precedencia en el festín, y cuando las mujeres se acercaron, Conall, Lóegaire y Cúchulainn casi llegan nuevamente a las manos. Emer fue la primera entrar, ya que Cúchulainn levantó un lateral de la casa para permitir su entrada, lanzando a Bricriu a un foso. Los hombres del Úlster pidieron primero a Ailill y Medb, rey y reina de Connacht, y luego a Cú Roí, rey de Munster, que actuaran como árbitros. Cúchulainn venció en cada prueba, pero ni Conall ni Lóegaire aceptaron el resultado. Finalmente, un gigante y horrendo monstruo, portando un enorme  hacha, apareció en Emain Macha y desafió a cada uno de los tres héroes a que cortara su cabeza, y que, a su vez, él volvería al día siguiente a cortar la cabeza del héroe. Lóegaire aceptó el reto y cortó la cabeza del gigante; éste cogió su cabeza y marchó. Regresó al día siguiente, pero Lóegaire había huido. Conall fue el siguiente en aceptar el reto, pero tampoco cumplió con su parte. Finalmente Cúchulainn cortó la cabeza del gigante y se sometió a él cuando apareció el día siguiente. El gigante le perdonó y se reveló como Cú Roí, y declaró que Cúchulainn tendría que tener la porción del campeón sin disputa en cualquier festín celebrado por los hombres del Úlster.

### La razzia de ganado de Fráech
Ayudó al héroe de Connacht, Fráech, a recuperar a su mujer, sus hijos y su ganado, que habían sido robados. Siguieron su rastro hasta Alba (Escocia), al sur a través de Gran Bretaña, el Canal inglés, y Lombardía, hasta los Alpes, donde se encontraron con una chica irlandesa pastoreando ovejas. Les contó que el lugar estaba gobernado por guerreros que robaban ganado aquí y allá y que recientemente habían llevado con ellos el ganado y la familia de Fráech. Les aconsejó hablar con la mujer que atendía a las vacas, que les advirtió que el fuerte donde la mujer de Fráech era custodiada estaba guardado por una serpiente, pero prometió dejar la puerta abierta para ellos. Cuando atacaron el fuerte, la serpiente saltó sobre el cinturón de Conall, y no les hizo ningún daño. Liberaron a la familia de Fráech, se llevaron todo el ganado y los tesoros y volvieron a Irlanda por donde habían venido.

### La Batalla de Howth
Luchó contra Mes Gedra, rey de Leinster, en singular combate tras una batalla provocada por el poeta del Úlster, Athirne. Mes Gedra Había perdido una mano en un combate anterior, así que Conall luchó con una mano atada a su cinturón. Ganó, y tomó la cabeza de su adversario como trofeo. Cuando puso la cabeza de Mes Gedra sobre su hombro, apretó su cuello. El auriga de Conall no podía llevar la cabeza, así que le sacó los sesos y los preservó mezclándolos con cal. El cerebro calcificado fue robado por Cet y utilizado para matar a Conchobar mac Nessa.

### La muerte de Cúchulainn
Conall y Cúchulainn se habían jurado el uno al otro que quienquiera que fuera asesinado primero, el otro le vengaría antes de la caída de la noche. Cuando Lugaid mac Con Roí y Erc mac Cairpri asesinaron a Cúchulainn, Conall les persiguió. Lugaid había perdido también una mano, y Conall luchó otra vez con una sola mano, pero esta vez sólo pudo ganar después de que su caballo mordiera a Lugaid. Tomó las cabezas de ambos, y cuando llevó la cabeza de Erc de vuelta a Tara su hermana, Achall, murió de dolor.

### Confrontación final con Cet
Conall persiguió a Cet tras una incursión en el Úlster, mató a veintisiete hombres y tomó sus cabezas. Había nevado, así que fue capaz de seguir su rastro. Le alcanzó, pero no quería enfrentarse a él hasta que su auriga se escondió por cobardía. Se encontraron en un vado y Conall mató Cet en un feroz combate en el que Conall estuvo a punto de morir. Fue encontrado por Bélchú de Breifne, un hombre de Connacht, que le acogió en su casa, curó sus heridas y planeó enfrentarse a él en cuanto estuviera recuperado. Pero Bélchú pronto lamentó su honorable comportamiento honorable y pidió a sus tres hijos que mataran a Conall en su lecho mientras aún estaba enfermo. Conall le oyó y obligó a Bélchú a tomar su sitio en la cama, y cuando sus hijos llegaron  le mataron a él en su lugar. Conall mató entonces a los tres y se llevó sus cuatro cabezas.

### Años más tardíos
Después de que Conchobor y su hijo, Cormac Cond Longas, hubieran muerto, el trono de Úlster fue ofrecido a Conall, pero lo rechazó, anteponiendo a su hijo adoptivo, Cúscraid hijo adoptivo de Conchobar, que fue proclamado rey. En sus últimos años Conall contrajo la lepra y se estableció con Ailill y Medb de Connacht, que eran los que mejor podían cuidar de él, ya que tenían los recursos necesarios para satisfacer su enorme apetito. Ailill se veía con otra mujer a espaldas de Medb, así que Medb incitó a Conall para matar Ailill, algo que él estaba feliz de hacer ya que Ailill había matado a Fergus mac Róich. Ailill fue asesinado el 1 de mayo, Lá Bealtaine, un martes. Conall huyó, pero los hombres de Connacht le persiguieron y le mataron en un vado el lunes siguiente, 7 mayo. Tanto la tradición oral como antiguas fuentes escritas sitúan esto en la ciudad de Ballyconnell, Condado Cavan.

## Familia y Genealogía
La esposa de Conall fue Lendabair, hija de Eogain mac Durthacht. Tuvo otras mujeres, incluyendo 1. Aifi, hija de Bélcu Bréifne a quien Conall había matado; 2. Niamh, hija de Cealtair; 3. Feibe, hija de Concubur, con la que tuvo un hijo Fiaca Fir Feibe; 4. Fedelm Noíchrothach, hija de Conchobar mac Nessa. Fue también la mujer de Cairbre Nia Fer, al que abandonó para unirse a Conall; 5. Londcaidhe, hija de Eatach Eachbeoil. Juntos tuvieron a Irial Glunmar. Inusualmente para un personaje del Ciclo del Úlster, Conall aparece en genealogías irlandesas medievales como antepasado de los reyes del Dál nAraidi y de Uí Echach Cobo. El Rey Supremo legendario Mal mac Rochride también se dice que fue su descendiente. 